# Plainwell
Plainwell – miasto w Stanach Zjednoczonych, w stanie Michigan, w hrabstwie Allegan.